# Ділан Спрейберрі
Ділан Спрейберрі (англ. Dylan Sprayberry, нар. 7 липня 1998, Х'юстон, Техас, США) — американський актор, відомий за ролями юного Кларка Кента у фільмі 2013 року «Людина зі сталі» та Ліама Данбара в телесеріалі MTV «Вовченя» З 2018 по 2019 рік Спрейберрі грав Генрі Річмонда в американському трилері «Легкий, як пір’їнка».

## Біографія
Спрейберрі народився 7 липня 1998 року і виріс у Х'юстоні, штат Техас, а пізніше навчався в початковій школі Західного університету. Свою першу акторську роль він отримав у трирічному віці в рекламі для PBS. У дитинстві він продовжував працювати в рекламі та друку.
Його сестра Еллері Спрейберрі — акторка. Обидва переїхали до Лос-Анджелеса з батьками в 2006 році, щоб продовжити свою кар'єру. Потім він відвідував Brighton Hall у Лос-Анджелесі в перервах між продовженням своєї кар’єри.

## Фільмографія
| Рік       |    | Українська назва                        | Оригінальна назва                       | Роль            |
| --------- | -- | --------------------------------------- | --------------------------------------- | --------------- |
| 2007      | ф  | Мій батько                              | My Father                               | Стівен          |
| 2007      | ф  | Недільна людина                         | The Sunday Man                          | Біллі           |
| 2008      | ф  | Футбольна мама                          | Soccer Mom                              | Семмі Гендлер   |
| 2008      | с  | Криміналісти: мислити як злочинець      | Criminal Minds                          | Сем Каннінгейм  |
| 2008      | с  | АйКарлі                                 | iCarly                                  | Меттью          |
| 2008      | с  | Mad TV                                  | MADtv                                   | Тайлер          |
| 2008      | тф | Рознесені                               | Spaced                                  | Хлопчик         |
| 2008—2009 | с  | Стан Союзу Трейсі Уллман                | Tracey Ullman's State of the Union      | Джессі          |
| 2009      | тф | У гонитві за мрією                      | Chasing a Dream                         | Джон Ван Горн   |
| 2009      | ф  | Старі пси                               | Old Dogs                                | Футболіст       |
| 2009      | ф  | Примирення                              | Reconciliation                          | Grant           |
| 2010      | ф  | Спальня                                 | Bedrooms                                | Макс            |
| 2011      | ф  | Перетусувати                            | Shuffle                                 | Лоуелл          |
| 2011      | ф  | Містична п'ятірка                       | Spooky Buddies                          | Родні           |
| 2012      | с  | Загальна справа                         | Common Law                              | Гантер          |
| 2012      | с  | Хор                                     | Glee                                    | Купер           |
| 2013      | ф  | Людина зі сталі                         | Man of Steel                            | Кларк Кент      |
| 2014      | ф  | Крик метелика                           | Cry of the Butterfly                    | Бездомна дитина |
| 2014—2017 | с  | Вовченя                                 | Teen Wolf                               | Ліам Данбар     |
| 2016      | ф  | Зниклий – Залишений: наступне покоління | Vanished – Left Behind: Next Generation | Флінн           |
| 2018      | ф  | Ряд                                     | The Row                                 | Картер Вест     |
| 2018—2019 | с  | Легкий як пір'їнка                      | Light as a Feather                      | Генрі Річмонд   |
| 2020      | ф  | Загублені дівчата: Історія Енджі        | Lost Girls: Angie's Story               | Маріо           |
| 2021      | ф  | Історія жахів Малібу                    | Malibu Horror Story                     | Джош Девідсон   |
| 2022      | ф  | Хворий                                  | Sick                                    | Коул            |
| 2023      | ф  | Вовченя: Фільм                          | Teen Wolf: The Movie                    | Ліам Данбар     |
| 2023      | ф  | Блакитна дитина                         | Baby Blue                               | Гатч            |